# Jaroslav Malák
Jaroslav Malák (* 21. února 1928 Říčany – 17. srpna 2012 Říčany) byl český malíř a ilustrátor.

## Život
Ilustroval celou řadu knih pro dospělé i pro děti, například příběhy Alisy – Alenky nejprve v časopisu Ohníček a potom i knižní českojazyčná vydání v knihách Alenka z planety Země (1985), Alenčiny narozeniny (1987) a Milión Alenčiných dobrodružství (1989). V 60. letech 20. století získaly velkou oblibu knihy s robotem Emiliánem, který provází čtenáře příběhem. Ve své době tyto knihy dosáhly nákladu 14 000 výtisků. Jde, mimo jiné, o autora komiksu Polda a Olda, který vycházel v časopise Čtyřlístek. Hojně také přispíval do časopisů Mateřídouška, Sluníčko, Mladý svět, Dikobraz nebo Ahoj na sobotu.
Jaroslav Malák byl v 60. letech 20. století členem tvůrčí skupiny Polylegran. Název této skupiny vyplynul z výtvarného díla Jaroslava Maláka, rozděleného do čtyř "ekranů" jako Radokův multimediální Polyekran z českého pavilónu na Světové výstavě Expo 1958 v Bruselu. Slovo Polylegran výtvarníci použili jak pro název své první společné výstavy, tak i pro název tvůrčí skupiny.
V roce 2014 získal in memoriam čestný titul HUDr. (Doctor humoris causa).

## Dílo
Ilustroval mimo jiné tyto knihy:
- 1954 - Muž v podnájmu a jeho historie / Achille Gregor
- 1968 - Neználek na Měsíci / Nikolaj Nosov
- 1973 - Co to je teorie relativity / L.D. Landau, Jurij Borisovič Rumer
- 1974 - Stěhovaví ptáci / Eliška Horelová
- 1975 - Emil Neplecha / Astrid Lindgrenová
- 1975 - Alžběta, můj kluk a pes Pac / Hana Vrbová
- 1976 - Ukradený orloj / Hana Doskočilová
- 1977 - Kdo postavil náš dům / Jaroslav Malák
- 1979 - Sejdeme se v nekonečnu (o planetách, hvězdách, černých dírách a také o velkém třesku) / Jiří Grygar (knihu ilustroval také Michal Kudělka)
- 1981 - Proč a jak (o nástrojích, přístrojích a strojích) / Joe Kaufman
- 1983 - Objevení planety Michovice / Bohumil Nohejl
- 1985 - Alenka z planety Země / Kir Bulyčov
- 1986 - Ideální manžel, aneb, Co má vědět každý mladý muž před vstupem do manželství / Jaroslav Stoklasa, Eduard Moravec
- 1986 - Stěhovaví ptáci / Eliška Horelová
- 1986 - Naše parta / Karel Ptáčník
- 1987 - Alenčiny narozeniny / Kir Bulyčov
- 1989 - Eliška a táta Král / Hana Doskočilová
- 1989 - Milión Alenčiných dobrodružství / Kir Bulyčov
- 1994 - Jirka postrach rodiny / Richmal Cromptonová
- 1999 - Liška je nejlepší pes / Tonda Matějka
- 2001 - Eldorádo kreslených příběhů / (Autorský i ilustrátorský podíl)
- 2001 - Případ strašidelného mnicha / Vojtěch Steklač
- 2007 - Dobrodružství Poldy a Oldy / Petr Chvojka, Stanislav Havelka